# Kanton Caudebec-lès-Elbeuf
Der Kanton Caudebec-lès-Elbeuf ist seit 1982 ein französischer Wahlkreis im Arrondissement Rouen im Département Seine-Maritime in der Region Normandie; sein Hauptort ist Caudebec-lès-Elbeuf.

## Gemeinden
Der Kanton besteht aus sieben Gemeinden mit insgesamt 36.314 Einwohnern (Stand: 1. Januar 2022) auf einer Gesamtfläche von 38,75 km²:
| Gemeinde                   | Einwohner 1. Januar 2022 | Fläche km² | Dichte Einw./km² | Code INSEE | Postleitzahl |
| -------------------------- | ------------------------ | ---------- | ---------------- | ---------- | ------------ |
| Caudebec-lès-Elbeuf        | 10.414                   | 3,68       | 2.830            | 76165      | 76320        |
| Cléon                      | 4.863                    | 6,47       | 752              | 76178      | 76410        |
| Freneuse                   | 993                      | 3,18       | 312              | 76282      | 76410        |
| Saint-Aubin-lès-Elbeuf     | 8.429                    | 5,79       | 1.456            | 76561      | 76410        |
| Saint-Pierre-lès-Elbeuf    | 8.295                    | 6,36       | 1.304            | 76640      | 76320        |
| Sotteville-sous-le-Val     | 746                      | 5,27       | 142              | 76682      | 76410        |
| Tourville-la-Rivière       | 2.574                    | 8,00       | 322              | 76705      | 76410        |
| Kanton Caudebec-lès-Elbeuf | 36.314                   | 38,75      | 937              | 7605       | –            |

Bis zur Neuordnung bestand der Kanton Caudebec-lès-Elbeuf aus den 6 Gemeinden Caudebec-lès-Elbeuf, Cléon, Freneuse, Saint-Pierre-lès-Elbeuf, Sotteville-sous-le-Val und Tourville-la-Rivière. Sein Zuschnitt entsprach einer Fläche von 32,96 km2. 

## Bevölkerungsentwicklung
| 1962   | 1968   | 1975   | 1982   | 1990   | 1999   | 2006   | 2011   |
| ------ | ------ | ------ | ------ | ------ | ------ | ------ | ------ |
| 15.980 | 17.963 | 21.540 | 25.368 | 27.626 | 28.171 | 27.679 | 27.900 |